# Litteraturfestivalen på Mårbacka
Litteraturfestivalen på Mårbacka är en årlig litteraturfestival på herrgården Mårbacka i Sunne kommun i Värmland.

## Bakgrund
Festivalens första upplaga var planerad till augusti 2020, men större delen av programmet ställdes in med anledning av den pågående coronaviruspandemin. Festivalen arrangerades igen den 7 augusti 2021, med temat kvinnlig rösträtt i Sverige. Festivalen pågick under en dag, med lokala, nationellt kända och internationella skribenter och författare som medverkande.